# Háda Fruzsina
Háda Fruzsina (Debrecen, 1990. június 5. –) magyar színésznő

## Életpályája
Az ukrán határnál fekvő kisvárosból, Záhonyból származik. A Debreceni Ady Endre Gimnázium drámatagozatán érettségizett. Budapesten az Eötvös Loránd Tudományegyetem bölcsészkarán művészettörténet szakon szerzett diplomát. 2020-2023 között a Színház- és Filmművészeti Egyetem drámainstruktor-színjátékos szakán folytatott tanulmányokat.
Szabadúszó színész, drámapedagógus.
Férje Fábián Péter író-rendező.

## Filmes és televíziós szerepei
- Éter (2018, rendező: Krzysztof Zanussi)
- Drága örökösök (2019-2020) – Sztojka Dzsenifer
- Külön falka (2021, rendező: Kis Hajni)
- Oltári történetek (2022) – Mendel Daniella
- Hotel Margaret (2022) - Menyasszony
- Drága örökösök – A visszatérés (2022-) – Sztojka Dzsenifer